# André Zwart
André Zwart (16 maart 1988, Heerenveen) is een Nederlands voormalig korfballer. Hij speelde zijn korfbalcarrière bij het Friese LDODK en speelde alle edities van de club in de Korfbal League in het eerste team, samen met zijn jongere broer Erwin Zwart. André Zwart werd in 2016 topscoorder van de Korfbal League met 122 goals.

## LDODK
In 2009 promoveerde LDODK in de zaalcompetitie van de Overgangsklasse naar de Hoofdklasse.
In het eerste seizoen in de Hoofdklasse deed LDODK meteen goede zaken. Het eindigde als 1e in de Hoofdklasse A, maar verloor in de play-offs van DVO.
In 2011-2012 werd LDODK 2e in de Hoofdklasse B en speelde in de play-offs tegen Tempo. In 3 wedstrijden won LDODK en plaatste zich hierdoor voor de Hoofdklasse Finale. Tegenstander in deze finale was OVVO en LDODK won de finale met 22-20, waardoor het direct promoveerde naar de Korfbal League.
In 2014 promoveerde LDODK in de veldcompetitie ook naar de hoogste klasse, de Ereklasse, waardoor het vanaf 2014 in beide competities op het hoogste niveau uitkomt.
Sinds 2012 speelt LDODK in de Korfbal League en in seizoen 2016-2017 stond de ploeg voor het eerst in de play-offs. LDODK eindigde in de competitie als 3e en speelde de play-off serie tegen het als nummer 2 geplaatste TOP. LDODK verloor de play-offs echter in 2 wedstrijden. In de veldcompetitie in hetzelfde seizoen deed LDODK het ook goed. Na de reguliere competitie stond de ploeg met 13 punten op een 2e plek, waardoor ze ook kruisfinale mochten spelen. In de kruisfinale was PKC de tegenstander en LDODK won met 22-18, waardoor het in de veldfinale terecht kwam. In de veldfinale was het Amsterdamse AKC Blauw-Wit de tegenstander. De wedstrijd werd een walk-over voor Blauw-Wit, want LDODK verloor kansloos met 22-12.
In seizoen 2018-2019 gebeurde hetzelfde met LDODK. Het draaide een sterk seizoen en werd 3e, waardoor weer de play-offs werden behaald. Echter ging het mis in de play-off serie tegen PKC. In 2 wedstrijden won PKC. Ook in de veldcompetitie behaalde LDODK de kruisfinale. In de kruisfinale versloeg LDODK het Sassenheimse TOP met 21-19, waardoor Zwart voor de tweede keer in zijn carrière in de veldfinale stond. In de veldfinale was DOS'46 de tegenstander, maar LDODK verloor met 18-14.
Seizoen 2019-2020 werd niet uitgespeeld vanwege COVID-19.
In het seizoen 2020-2021 plaatste LDODK zich als 4e in Poule A voor de play-offs en kwamen uit tegen de nummer 1 van Poule B; Fortuna. Fortuna won de eerste wedstrijd van de best-of-3, maar LDODK de tweede. Dit was de eerste play-off overwinning in de Korfbal League geschiedenis van LDODK. Er moest een derde, beslissende wedstrijd worden gespeeld, maar LDODK verloor deze. Zodoende strandde LDODK dit zaalseizoen in de eerste play-off ronde.
In het volgende seizoen, 2021-2022 was aan het begin van seizoen Dico Dik de nieuwe hoofdcoach bij de ploeg. Onder zijn leiding deed LDODK het wat matig. De club greep al in december 2021 in en zette Dik op non actief. Gerald Aukes werd ad interim aangesteld als coach om het seizoen af te maken. Aan het eind van de eerste competitiefase had LDODK 10 punten uit 10 wedstrijden, wat voldoende was om zich te plaatsen voor de kampioenspoule. Tot de laatste speelronde maakte LDODK aanspraak op het laatste play-off ticket, maar toch ging het mis. LDODK werd 5e in de kampioenspoule, waardoor het net de play-offs mis liep.
In seizoen 2022-2023 had LDODK een wisselvallig seizoen. Zo had de ploeg zich voorafgaand aan het seizoen versterkt met international Harjan Visscher, maar kreeg de ploeg al in de 2e speelronde te maken met een zware blessure van Erwin Zwart.
De ploeg stond uiteindelijk na de reguliere competitie met 22 punten op de vierde plek, waardoor het zich nipt plaatste voor de play-offs. LDODK moest in de play-offs aantreden tegen het als nummer 1 geplaatste PKC. In de best-of-3 serie verloor LDODK in 2 wedstrijden, waardoor het seizoen in mineur eindigde. Dit was echter het laatste seizoen van Zwart in LDODK 1.

## Trivia
- Zwart is trainer bij LDODK, van de A jeugd
- Ondanks dat zijn jongere broer Erwin Zwart een speler van het Nederlands Team is, is André dat niet. Hij heeft wel in de Tulips gespeeld, een nationaal gelegenheidsteam waar je ook voor geselecteerd dient te worden